# Le Sixième Enfant
Pour plus de détails, voir Fiche technique et Distribution.
Le Sixième Enfant est un film français réalisé par Léopold Legrand sorti en 2022.
Il s'agit d'une adaptation du roman Pleurer des rivières d'Alain Jaspard.

## Synopsis
Franck et Meriem, Gitans, ont cinq enfants et vivent dans une caravane. Franck travaille comme récupérateur et ferrailleur, et ils ont du mal à dégager un revenu suffisant pour faire vivre leur famille. Anna et Julien sont un couple d'avocats, et ils ne parviennent pas à avoir d'enfant. Une nuit, Franck aide un confrère sans savoir que celui-ci cherche à revendre de la ferraille volée, et à la suite d'un accident de la route, il perd la camionnette qui est son outil de travail, se retrouve accusé de vol et risque la prison.
Julien le défend devant le tribunal, avec succès car Franck échappe à la prison ferme et obtient une condamnation avec sursis. Julien fait par ailleurs l'objet d'un retrait de permis: Anna vient donc le chercher en voiture au tribunal, et tous deux finissent par raccompagner Franck chez lui. Ils découvrent alors sa nombreuse famille et leur situation précaire.
Peu après, Franck vient voir Julien à son cabinet. Il lui explique que Meriem est enceinte de deux mois, que leurs convictions religieuses leur interdisent l'avortement, mais qu'ils n'ont pas les moyens d'accueillir un enfant supplémentaire. Franck a des dettes et besoin de racheter une camionnette. Lui et sa femme estime que Julien et Anna feraient de bons parents, et qu'en échange, le couple d'avocats pourrait les aider financièrement pour sortir de leur situation difficile. Julien réagit assez sèchement, il explique à Franck qu'un tel arrangement serait qualifié de trafic d'être humain et serait totalement illégal. Il raconte tout à Anna le soir même.
Julien et Anna viennent alors rendre visite à Franck et Meriem pour leur proposer une solution légale, à savoir une adoption simple. Mais le lien de parenté entre l'enfant et le couple de Gitans serait maintenu, ce n'est pas ce que Meriem souhaite, car cela ne serait pas accepté par son entourage. Elle avait prévu de dire que l'enfant était mort pendant l'accouchement. Par la suite, Anna revient alors les voir à l'insu de Julien, car elle est finalement  intéressée par leur proposition. Elle donne à Franck une première enveloppe avec 10 000 euros.
Julien est catastrophé lorsqu'il apprend les faits. Il craint surtout les suites judiciaires si les faits venaient à être découverts, mais Anna considère que le risque est inexistant. Meriem prend l'identité d'Anna pour ses rendez-vous médicaux liés au suivi de la grossesse. Peu à peu, une certaine complicité naît entre les deux femmes. Anna accompagne Meriem pour ses échographies. La grossesse se passe bien, mais lors de l'accouchement, les médecins se rendent compte que Meriem n'est pas primipare comme elle le prétend, car elle a une cicatrice d'une épisiotomie pratiquée lors d'un précédent accouchement. Ils dénoncent donc les deux couples, et Anna, Franck et Meriem sont arrêtés. Anna décide de prendre toute la responsabilité pour elle, pour que Franck et Meriem puissent conserver la garde de leurs enfants. Elle est incarcérée en attente de son jugement. A la fin du film, Meriem et le bébé, une petite fille, rendent visite à Anna en prison. Meriem dit à Anna qu'ils attendront qu'elle sorte de prison pour baptiser l'enfant, car c'est elle qui sera sa marraine.

## Fiche technique
- Titre original : Le Sixième Enfant
- Réalisation : Léopold Legrand
- Scénario : Léopold Legrand et Catherine Paillé, d'après le roman Pleurer des rivières d'Alain Jaspard
- Costumes : Elsa Bourdin
- Photographie : Julien Ramirez Hernan
- Montage : Catherine Schwartz
- Musique : Louis Sclavis
- Son : Pierre André et Simon Poupard
- Production : Frédéric Brillion et Gilles Legrand
- Sociétés de production : France 2 Cinéma et Epithète Films, en association avec 4 SOFICA
- Société de distribution : Pyramide Distribution
- Pays de production :  France
- Langue originale : français
- Format : couleur — 1,50:1 — son 5.1
- Genre : drame
- Durée : 92 minutes
- Dates de sortie :
  - France : 24 août 2022 (Festival du film francophone d'Angoulême) ; 28 septembre 2022 (sortie nationale)

## Distribution
Sauf indication contraire, les informations mentionnées dans cette section peuvent être confirmées par les bases de données cinématographiques IMDb et Allociné,  présentes dans la section « Liens externes ».
- Sara Giraudeau : Anna
- Benjamin Lavernhe : Julien
- Judith Chemla : Meriem
- Damien Bonnard : Franck
- Marie-Christine Orry : la mère de Meriem
- Olivier Rabourdin : Martin
- Naidra Ayadi : le juge

## Production

### Tournage
Le tournage a eu lieu du 12 avril 2021 au 28 mai 2021 à Paris.

## Accueil

### Critique
En France, le site Allociné donne une note moyenne de 3,7⁄5, après avoir recensé 11 critiques de presse. Pour L'Obs et Jérôme Garcin : « Sur le papier, l'histoire manichéenne de cette transaction douteuse frôle la caricature. A l’écran, par la puissance d’un excellent quatuor d’interprètes, un rythme de polar et une image implacable, elle est poignante. » Tandis que pour Le Monde : « Le spectateur est embarqué dans une histoire a priori invraisemblable, mais qui finit par prendre forme, à partir du moment où les deux personnages féminins font alliance : l’une ne veut plus d’enfant, l’autre ne pense qu’à cela. Deux femmes et un couffin, en version « fait divers ». Le film gagne en folie, laisse planer le doute, jusqu’à la dernière image ».

## Distinctions

### Récompenses
- Festival du film francophone d'Angoulême 2022 :
  - Valois du meilleur scénario
  - Valois de la meilleure actrice pour Sara Giraudeau et Judith Chemla
  - Valois du public
  - Valois de la musique du film pour Louis Sclavis

### Nominations
- César 2023 : 
  - Meilleur premier film
  - Meilleure actrice dans un second rôle pour Judith Chemla